# Miguel Guerberof
Miguel Guerberof (Mendoza, Argentina 21 de febrero de 1940 - Buenos Aires, Argentina, 12 de mayo de 2007) fue un profesor, director de teatro y actor de cine y teatro argentino. 

## Formación teatral
Guerberof se formó en su provincia como discípulo de la profesora de teatro Clara Giol Bressan, que en la década del 50 hacía un repertorio de obras de Adamov, Ionesco y Beckett, entre otros. Años más tarde, a comienzos de los 60, Guerberof participó además en obras de autores argentinos como José González Castillo, Copi, Roberto Arlt y Ricardo Monti.

## Actividad teatral
Profundo conocedor del teatro de Shakespeare, en los años 90, creó la Compañía Shakespeare con la que realizó en 2001 una gira europea con Cuento de invierno y Todo está bien si termina bien con puestas que destacaron el humor y la sensualidad de las obras del dramaturgo inglés. Estudioso de Beckett -con cuyo nombre designó a su propio teatro del barrio del Abasto- realizó más de quince montajes de sus textos y ofreció un festival en su honor en 2006 al cumplirse el centenario de su nacimiento. Algunas de sus puestas fueron Acto sin palabras, Company, Los días felices, Mercier y Camier y Comedia, esta última con Carla Peterson. En 2005, año en que inauguró el Beckett Teatro decía: "Cuando uno piensa en el teatro de Beckett, piensa en los actores que él admiraba, gente que tenía sus raíces en el music—hall y en las pantomimas del cine mudo, actores con mucha economía de medios expresivos. Al interpretar la poesía de las obras de Beckett, esos actores se transforman en payasos filosóficos."
Harold Pinter fue otro de los autores predilectos de Guerberof, que puso en escena sus obras El amante y Los enanos. Al estrenar la puesta de esta última en 2003 dijo: «Me parece más interesante un mundo anclado en la metáfora. Si uno pudiera generar nuevos niveles de ensoñación estaríamos mejor».
Otra de sus puestas fue su versión de El Gran ceremonial de Fernando Arrabal. Al preguntársele sobre su elección de este autor tan controvertido, comentó que lo que más le interesaba de la obra era «ese espacio donde se desarrolla un mundo de pesadilla, la obra tiene un punto, un eje en donde se confunden la realidad con un mal sueño, y lo que hice fue tratar de realzar la calidad del mal sueño». Sobre la puesta comentó el periodista Julio Cejas que el director  supo alejar del absurdo el texto de Arrabal, imponiéndole un realismo de profunda oscuridad, con ribetes oníricos que remiten a la ensoñación propia de las pesadillas, agregando que "en un espacio casi despojado, los personajes transitan climas intensos y de exasperación".
Cuando Guerberof puso en escena su versión teatral de la novela El castillo de Kafka explicó que "la idea de la puesta es que el pueblo sea quien cuenta la historia, quien refleja el estado de las cosas. Porque K se va construyendo a partir de lo que los otros hacen con él, a partir de su aceptación o su rechazo. Es el pueblo quien lo transforma en una especie de muñeco al que luego se le cortan los hilos: el protagonista no puede hacer nada para evitar lo que le sucede y, como en un film, a la distancia, ve cómo se va involucrando en cada situación y cómo se va destruyendo poco a poco." Agregó el director que el hecho de ser extranjero, de sufrir por no encontrar la forma de ser aceptado es un tema muy importante en la novela: K es un sujeto que no quiere sentirse forastero y que acepta todas las reglas que la ciudad impone; es diferente, porque imagina nuevos espacios y, además, porque ha sido enviado para modificar el estado de las cosas. Pero la realidad, en la obra de Kafka, es más fuerte que toda posibilidad de cambio.
Guerberof realizó muchos trabajos como actor, demostrando tal ductilidad que fue capaz de profundizar en el impactante mundo de Samuel Beckett o jugar a El gran señor, en un video del grupo Los Auténticos Decadentes. Lograba trabajos únicos, tanto como actor de teatro, cine y televisión, como en sus puestas de escena, donde la ensoñación hallaba terreno fértil. "La ensoñación –decía– origina un sistema poético que nos permite seguir viviendo."
Miguel Guerberof, que fuera galardonado con el Premio Podestá a la Trayectoria, falleció en Buenos Aires el 12 de mayo de 2007 de un ataque al corazón.

## Espectáculos en los que participó
- Ceremonia enamorada (Autor, Director)
- El gran ceremonial (Director)
- Basta y Solo (Actor, Director)
- Lo que guarda la estupidez (Director de arte)
- Comedia (Director)
- Milonga Desierta (Iluminador)
- Alcestes (Director)
- El amante (Director)
- Acto sin palabras (Actor, Director)
- La infancia Boba (Director)
- El Castillo de Kafka (Versión, Director)
- Timón (Director)
- Todos caen (Director)
- Días felices (Director)
- Para todos los gustos (Escenógrafo, Director)
- El Retrato del Pibe (Director)
- Todo está bien si termina bien (Adaptación, Director)
- Los enanos (Director)
- Acto sin palabras I y II (Director)
- Gas (Actor)
- Por Strindberg (Actor)
- La isla desierta (Actor)
- Mefis anda suelto (Actor, Director)
- No le compres un arma a Federico (Actor, Iluminador)

## Filmografía
- Samy y yo (2002)
- Taxi, un encuentro (2001)
- Un argentino en New York (1998)
- Invierno, mala vida (1997)
- Sostenido en La menor (1986)
- La parte del león (1978) ...abogado
- El Pibe Cabeza (1975)
- Los gauchos judíos (1974)

## Televisión
- Laura y Zoe (1998) Serie.
- Poliladron (1995) Serie.